# Wappen der Waldenser

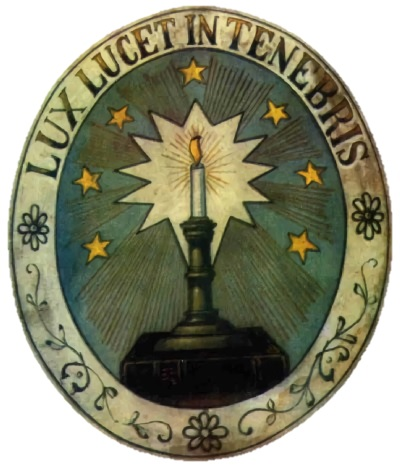
Wappen der Waldenser

Als Wappen der Waldenser (italienisch stemma valdese) wird die Darstellung einer brennenden Kerze, umgeben von sieben Sternen und dem lateinischen Schriftzug Lux lucet in tenebris bezeichnet. Das Wappen der Waldenser ist ein häufiges Motiv auf Gebäuden oder Publikationen dieser evangelischen Kirche.

## Früheste Form
Erstmals tritt das Wappen 1640 als Frontispiz auf dem Werk Lucerna sacra des Pastors Valerio Grosso auf: ein Oval, in dem vor dunklem Hintergrund ein Kerzenständer mit brennender Kerze dargestellt ist, umgeben von sechs (!) Sternen, und dem lateinischen Motto In tenebris lux, „in Finsternis Licht“.
In der klassischen Form ist das Wappen dann 1669 als Kupferstich in dem Werk Histoire générale des églises évangéliques des Vallées de Piemont; ou vaudoises von Jean Léger bezeugt: das Oval, die brennende Kerze auf ihrem Ständer, von der Kerzenflamme ausgehende Strahlen und sieben Sterne vor dunklem Hintergrund; umlaufend der Schriftzug Lux lucet in tenebris, „das Licht scheint in der Finsternis“, umgeben von zwei grünenden Zweigen und darunter die Beischrift: Convallium Antiquissima Insignia, „das sehr alte Wappen der Täler“.
Eine Deutung lautet, dass die Waldenser das Wappen der Grafen von Luserna abwandelten, eine brennende Öllampe (lateinisch lucerna). Torre Pellice, das historische Zentrum der Waldenserkirche in den Piemontesischen Alpen, hieß früher Torre di Luserna.

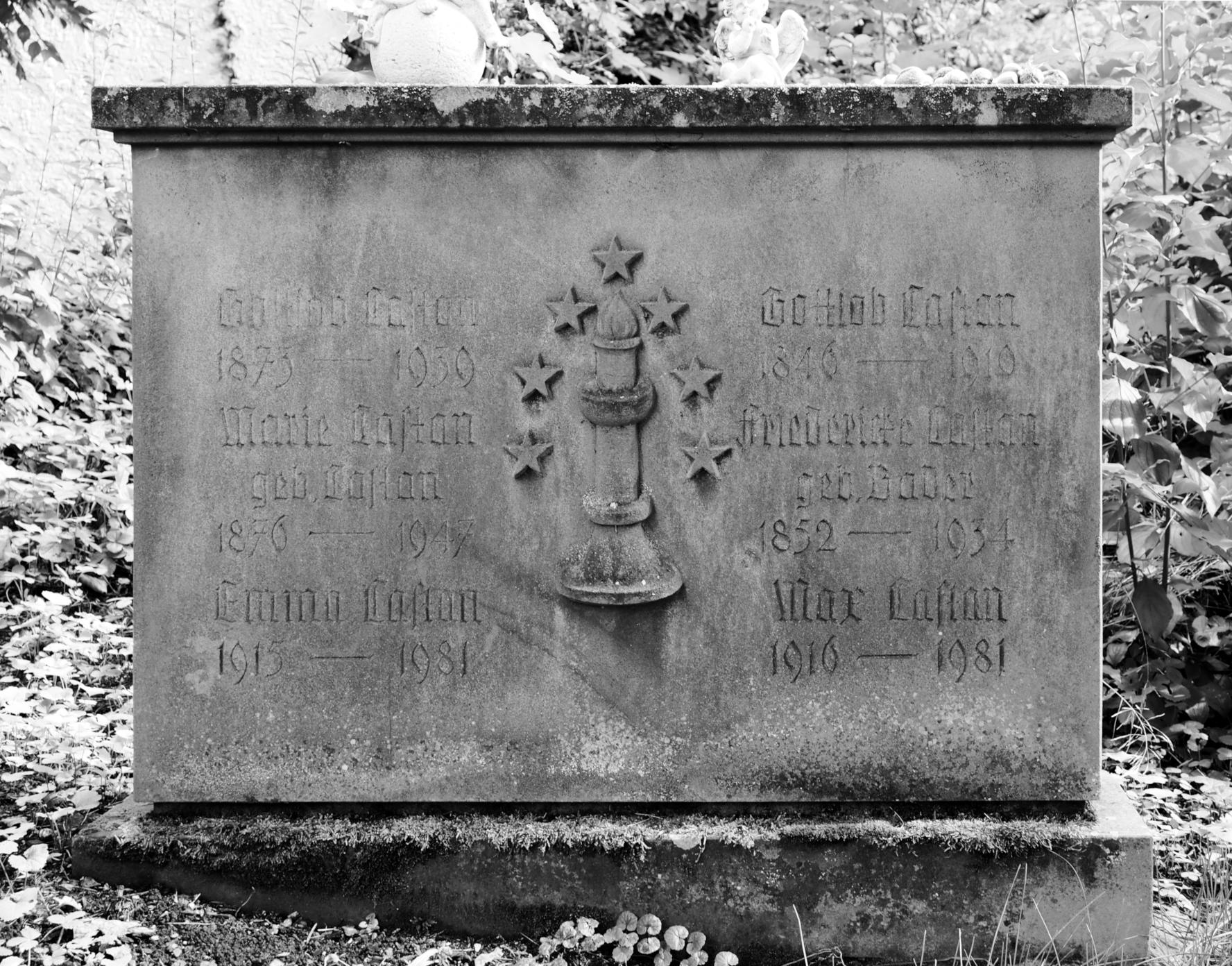
Waldenser-Symbol auf einem Grabstein in Dürrmenz

Erst viel später wurde das Waldenserwappen um das Motiv der Bibel ergänzt. Dieses Buch ist auf neueren Darstellungen die Basis, auf welcher der Kerzenleuchter steht.

## Biblische Bezüge
Das lateinische Motto hat meist die Form Lux lucet in tenebris, „das Licht scheint in der Finsternis“, ein Satz aus dem Johannesevangelium (Joh 1,5 ).
Die sieben Sterne symbolisieren die sieben Gemeinden aus der Offenbarung des Johannes, die trotz aller Bedrängnis dem Evangelium treu blieben (Off 1,12-20 ).
Die Kombination der Motive brennender Leuchter und sieben Sterne kann sich auf die Situation einer verfolgten Kirche beziehen, aber auch ein Bezug zu Ps 119,105  erscheint möglich.